# Andreas Brünniche (maler)
 Der er flere personer med dette navn, se Andreas Brünniche.
Andreas Pedersen Brünniche (4. april 1704 i Roskilde – 4. november 1769 i København) var en dansk portrætmaler i rokokotiden, far til zoologen Morten Thrane Brünnich og maleren Peter Brünniche.
Andreas Brünniche var søn af drejer Peder Jacobsen Brünniche og Anne Marensdatter. Han kom til København, hvor han fik arbejde i kunstkammerforvalterens værksted, først hos Bendix Grodtschilling den yngste og fra 1737 hos Johann Salomon Wahl. Som dennes elev og dygtige efterligner blev han en meget søgt portrætmaler i hovedstaden, men rejste også
en del i provinserne. Andre kunstneriske påvirkninger modtog han fra Andreas Møller og Balthasar Denner. Han har malet Frederik IV (på Holsteinborg), 1733 reparerede han billedet i Roskilde af Frederik III på lit de parade, og 1735 leverede han billeder af Christian I og Christian II til Kunstkammeret. Han var en dygtig kolorist med en fin, lys farveholdning og havde stor teknisk kunnen, men hans portrætter savner en personlig karakteristik. Sammenlignet med fx Carl Gustaf Pilo og andre i samtiden udviklede Brünniches produktion sig tydeligvis ikke til en kunst, der hæver sig over det håndværksmæssige. Malerens mest almindelige baggrundsdekoration, et lysegrønt landskab med en rødlig himmel, er meget karakteristisk.
På sine ældre dage udførte han nogle dyremalerier til sin ældste søn.
Han blev gift 7. juni 1735 i København med Margrethe Hvass Trane (17. februar 1703 i Aarhus – 26. november 1762 i København), datter af købmand Morten Mortensen Thrane (ca. 1649-1721, gift 1. gang med Margrethe Mogensdatter Juel) og Mette Sørensdatter Lyngbye.
Han er begravet i Trinitatis Kirke.

## Værker
Historiemaleri:
- Restaurering af Heinrich Dittmers' maleri af Frederik III på lit de parade (1733, original 1670)
- Kristi dåb (1738, Trinitatis Kirke, København)

Portrætter:
- Christian I (1735, malet til Kunstkammeret)
- Christian II (som forannævnte)
- Selvportræt (1735, Frederiksborgmuseet)
- Portræt af hustruen (som forannævnte)
- Frederik IV (Holsteinborg)
- Fyrstinde Sophie Caroline af Ostfriesland (Frederiksborgmuseet)
- Poul Vendelbo Løvenørn (1740, Frederiksborgmuseet og Ledreborg)
- Frederik Klingenberg (1740, Wedellsborg)
- Nicoline Danneskiold-Samsøe, f. Rosenkrantz (1742, Gisselfeld)
- Henrik VI af Reuss-Köstritz (1742, Sorø Akademi og Ledreborg)
- Christian Braem (1743, Frederiksborgmuseet)
- Nicolai Brorson og hustru Barbara Agnete Hansen (1748, kopier af Vigilius Erichsen i Frederiksborgmuseet)
- Erik Pontoppidan den yngre (1749, stukket af O.H. de Lode)
- Christen Scheel som barn (1754, Gammel Estrup)
- Christian Rudolph Philip Gersdorff (1747, Gisselfeld)
- Vibeke Margrethe Juel (1752, Valdemars Slot og Frederiksborgmuseet)
- Louise Sophie Frederikke af Slesvig-Holsten-Sønderborg-Glücksborg (1752, Vallø Stift og Frederiksborgmuseet)
- Knud Trolle (1753, Rosenholm Slot) og hustru Birgitte f. Restorff (1753, sammesteds og Gavnø-fonden)
- H.C.J. Begtrup (1754, Horsens Statsskole)
- Christian Bagge (1754, smst.)
- Peder Hersleb (1754, Ledreborg)
- Johan Sigismund Schulin (Valdemars Slot) og hustru Catharina Maria f. von Møsting (smst., 1755 modtog Brünniche betaling af grevinde Schulin for et portræt)
- portræt af Skibsreder Peter Fenger og portræt af dennes hustru  ( privatejet)
- Peder Hersleb (1757, Frederiksborgmuseet)
- Jens Worm (1758, Horsens Statsskole) og hustru Anna f. Müller (1758, smst.)
- Anders Skeel og hustru Charlotte Amalie f. Charisius (1758, Frederiksborgmuseet, dep. Gammel Estrup)
- Andreas Nicolai Ryge (1759, Roskilde Katedralskole)
- Holger Rosenkrantz (1759, Frederiksborgmuseet)
- Prinsesse Charlotte Amalie (1759, Frederiksborgmuseet, dep. Nationalmuseet)
- Arveprins Frederik (ca. 1760, Vemmetofte
- Christian VII (1764, Vemmetofte)
- Dronning Sophie Magdalene (helfigur en face, to udgaver, hvoraf den ene 1764, Rosenborgsamlingen og Frederiksborgmuseet)
- A.C. Teilman (1765, Roskilde Katedralskole og Orebygård)
- Thøger Reenberg Teilman (1765, Orebygård)
- Ubekendt mand, måske kunstnerens søn (ca. 1765, Statens Museum for Kunst, tidl. Frederiksborgmuseet)
- Adam Christopher von Holsten (1768, Holstenshuus)
- Anna Elisabeth Juul (1769, ukendt opholdssted, udstillet i Altona 1914)

Udaterede:
- Otto Thott (Frederiksborgmuseet)
- Poul Abraham Lehn (Orebygård)
- Herman Løvenskiold (førhen Løvenborg)
- Bredo von Munthe af Morgenstierne
- Frederikke Louise Herslev, gift med biskop Ludvig Harboe (tilskrevet, solgt på Bruun Rasmussen Kunstauktioner 3. november 2010)

Gruppebilleder:
- Jørgen Scheel og hustru Charlotte Louise f. von Plessen (dobbeltportræt, helfigur, 1753, Gammel Estrup)
- Hans Christopher Hersleb med hustru Catharine Magdalene f. Munck og to børn, siddende i en sofa omkring et bord (ca. 1760, privateje)
- Det Jarlsbergske familiebillede, Frederik Wilhelm Wedel-Jarlsberg og hustru Charlotte Amalie f. Bülow med 5 børn, grupperet omkring et klaver (tilskrevet, ca. 1760, Jarlsberg, Norge)

## Ekstern henvisning
- Andreas Brünniche på Kunstindeks Danmark/Weilbachs Kunstnerleksikon